# الکسی پتروف (وزنه‌بردار)
الکسی پتروف (روسی: Алексей Александрович Петров؛ زادهٔ ۸ سپتامبر ۱۹۷۴) وزنه‌بردار اهل روسیه بود.
وی در مسابقات کشوری و بین‌المللی در مجموع برندهٔ ۴ مدال طلا، ۱ مدال برنز شده‌است.